# Schweizer Straße (Frankfurt am Main)

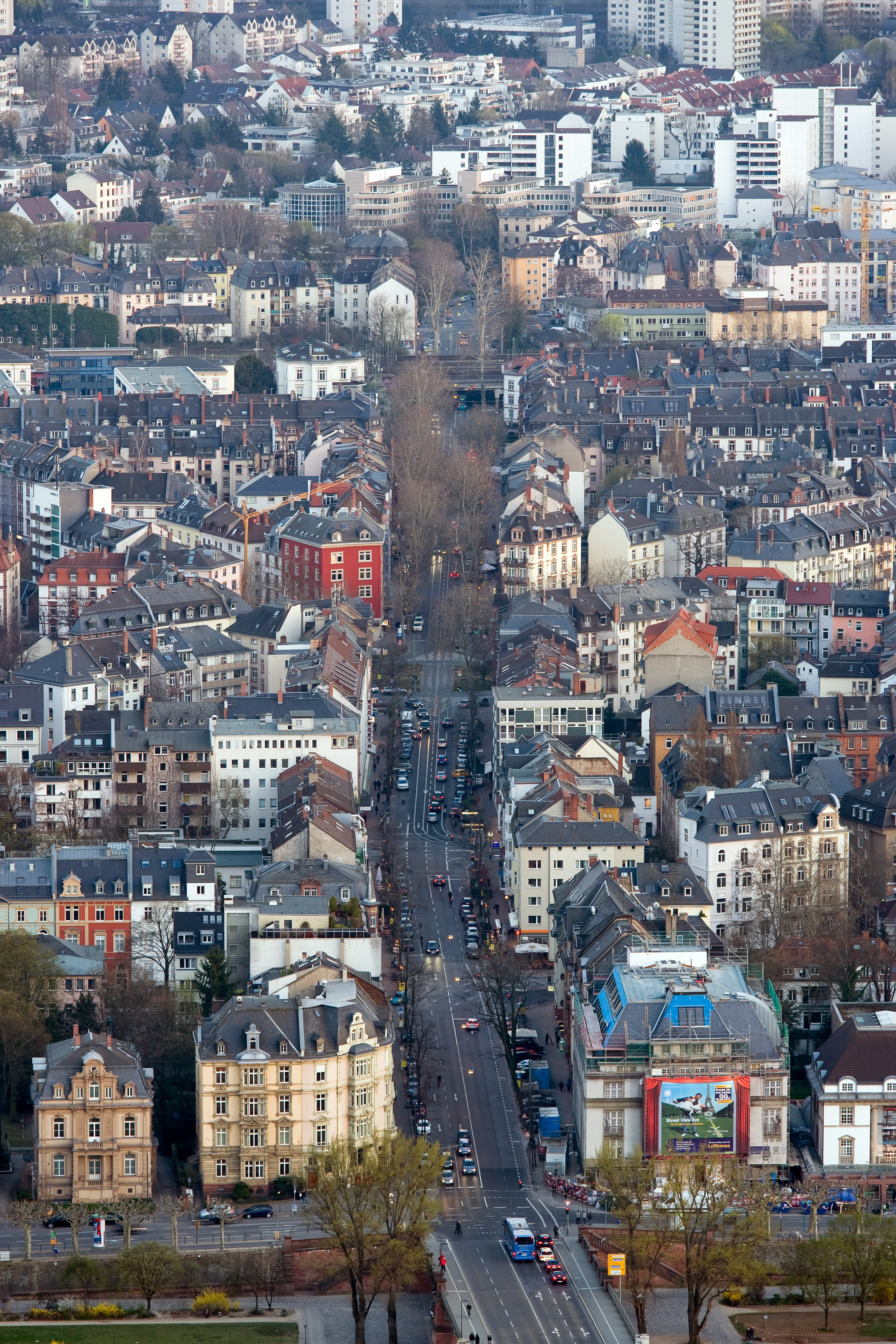
Blick vom Norden aus, März 2011

Die Schweizer Straße ist die zentrale Einkaufsstraße im Frankfurter Stadtteil Sachsenhausen. Die einen Kilometer lange Straße verbindet das Mainufer im Norden mit den westlichen Zugängen des Südbahnhofs.
Die Schweizer Straße entstand zeitgleich zum Bau der Untermainbrücke an ihrem nördlichen Ende im Jahre 1871. Bis 1910 wurden an der Straße vor allem spätklassizistische Wohn- und Geschäftsgebäude errichtet und knapp 140 Bäume – überwiegend Platanen – gepflanzt. Zum Straßennamen hält die Frankfurter Allgemeine Zeitung fest: "Der Name ist seit 1877 belegt und soll darauf anspielen, dass betuchtere Großbürger seinerzeit auf der Straße der 'gelobten Schweiz' entgegenstrebten."
Bereits Ende des 19. Jahrhunderts verkehrten öffentliche Verkehrsmittel auf der Schweizer Straße. Zuerst die Pferde-, dann die dampfbetriebene Waldbahn. Seit 1899 fahren elektrische Bahnen auf der Straße. Heute verkehren die Straßenbahnlinien 15, 16 und 19, im Süden für eine kurze Strecke auch die Linie 18. Unter der Straße verkehren seit 1984 die U-Bahn-Linien U1, U2, U3 und seit 2011 auch die Linie U8. Die Züge halten an der Station Schweizer Platz.
Die Schweizer Straße ist im Sommer Veranstaltungsort des jährlichen „Schweizer Straßenfestes“.